# Liste der Kulturgüter in Lütisburg
Die Liste der Kulturgüter in Lütisburg enthält alle Objekte in der Gemeinde Lütisburg im Kanton St. Gallen, die gemäss der Haager Konvention zum Schutz von Kulturgut bei bewaffneten Konflikten, dem Bundesgesetz vom 20. Juni 2014 über den Schutz der Kulturgüter bei bewaffneten Konflikten sowie der Verordnung vom 29. Oktober 2014 über den Schutz der Kulturgüter bei bewaffneten Konflikten unter Schutz stehen.
Objekte der Kategorie A sind im Gemeindegebiet nicht ausgewiesen, Objekte der Kategorie B sind vollständig in der Liste enthalten, Objekte der Kategorie C fehlen zurzeit (Stand: 1. Januar 2023).

## Kulturgüter
| Foto |                                                                                            | Objekt                                                          | Kat. | Typ | Standort                                 | Beschreibung                                                                            |
| ---- | ------------------------------------------------------------------------------------------ | --------------------------------------------------------------- | ---- | --- | ---------------------------------------- | --------------------------------------------------------------------------------------- |
| ja   | Datei hochladen · Wikidata zu Lütisburg, mittelalterliche Burgstelle (Q135456433)          | Lütisburg, mittelalterliche Burgstelle KGS-Nr.: 00825           | B    | F   | 723652 / 250492                          |                                                                                         |
| BW   | Datei hochladen · Wikidata zu Herrensberg, mittelalterliche Burgstelle (Q135456752)        | Herrensberg, mittelalterliche Burgstelle KGS-Nr.: 01220         | B    | F   | 727280 / 249380                          |                                                                                         |
| ja   | Datei hochladen · Wikidata zu Katholische Kirche St. Michael mit Ölbergkapelle (Q29786514) | Katholische Kirche St. Michael mit Ölbergkapelle KGS-Nr.: 08183 | B    | G   | Flawilerstrasse 2.1, 2.2 723671 / 250588 |                                                                                         |
| ja   | Datei hochladen · Wikidata zu Alte Thurbrücke (Q29786512)                                  | Gedeckte Holzbrücke über die Thur KGS-Nr.: 08184                | B    | G   | Friedhofweg 723460 / 250480              |                                                                                         |
| ja   | Datei hochladen · Wikidata zu Letzibrücke - Teil Lütisburg (Q29786516)                     | Letzibrücke KGS-Nr.: 08185                                      | B    | G   | Letzi 724184 / 250318                    | Objekt liegt hälftig auf dem Gemeindegebiet von Bütschwil-Ganterschwil (KGS-Nr. 08139). |
| ja   | Datei hochladen · Wikidata zu Ehemaliger Burgbezirk mit Altem Schulhaus (Q29786511)        | Ehemaliger Burgbezirk mit Altem Schulhaus KGS-Nr.: 14038        | B    | G   | Burghügelweg 1 723645 / 250494           |                                                                                         |
| ja   | Datei hochladen · Wikidata zu Altes Rathaus (Q29786517)                                    | Altes Rathaus KGS-Nr.: 14039                                    | B    | G   | Tufertschwil 21, 39 725215 / 250541      |                                                                                         |
| ja   | Datei hochladen · Wikidata zu Kapelle St. Bartholomäus (Q29786519)                         | Kapelle St. Bartholomäus KGS-Nr.: 14040                         | B    | G   | Tufertschwil 66.1 725278 / 250349        |                                                                                         |